# Megachile sterilis
Megachile sterilis är en biart som beskrevs av Mitchell 1930. Megachile sterilis ingår i släktet tapetserarbin, och familjen buksamlarbin. Inga underarter finns listade i Catalogue of Life.